# Kiama (geslacht)
Kiama is een geslacht van spinnen uit de familie Cyrtaucheniidae.

## Soorten
Het geslacht kent de volgende soort:
- Kiama lachrymoides Main & Mascord, 1969